# Paper d'estrassa
El  paper d'estrassa o paper kraft, és un tipus de paper bast i gruixut de color marró, molt resistent, elaborat a partir de materials de reciclatge amb pasta obtinguda pel mètode del sulfat. El seu nom deriva de l'alemany, en què kraft significa fort. Es fabrica amb pasta química, sense blanquejar-lo i és a una cocció breu. Molt resistent a esquinçament, tracció, desgast, etc. Se sol utilitzar com a embolcall, per sacs, paquets o per fabricar capses. En construcció, s'utilitza combinat amb polietilè o oxiasfalt per formar barreres de vapor.